# Anemone ranunculoides
Anemone ranunculoides, la anémona amarilla, anémona amarilla de bosque o anémona taza de mantequilla, es una especie de planta herbácea perenne del género Anemone, incluido en la familia Ranunculaceae, que crece en bosques a lo largo de la mayor parte de la Europa continental y menos frecuentemente en la región mediterránea. Florece entre marzo y mayo.

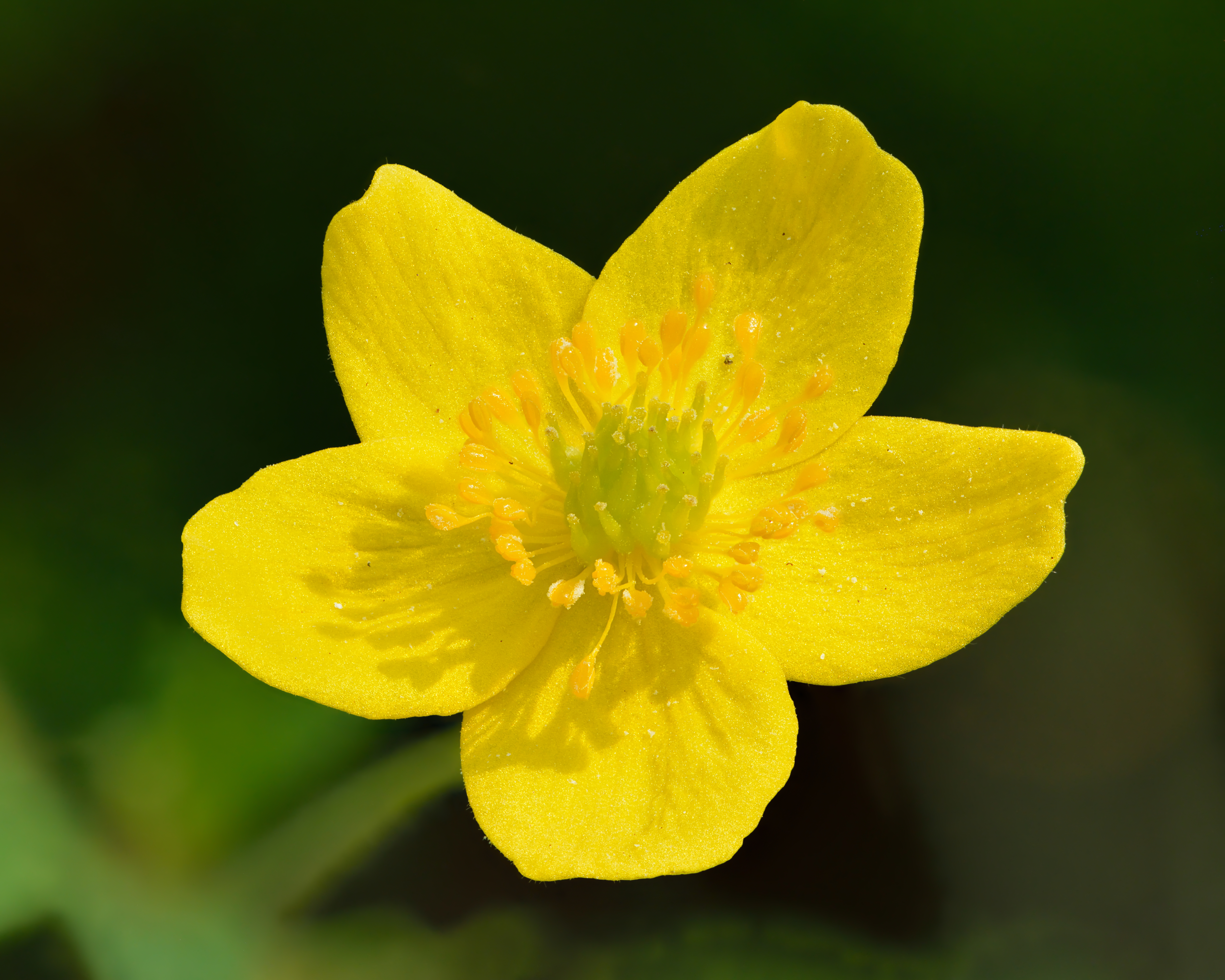
Flor

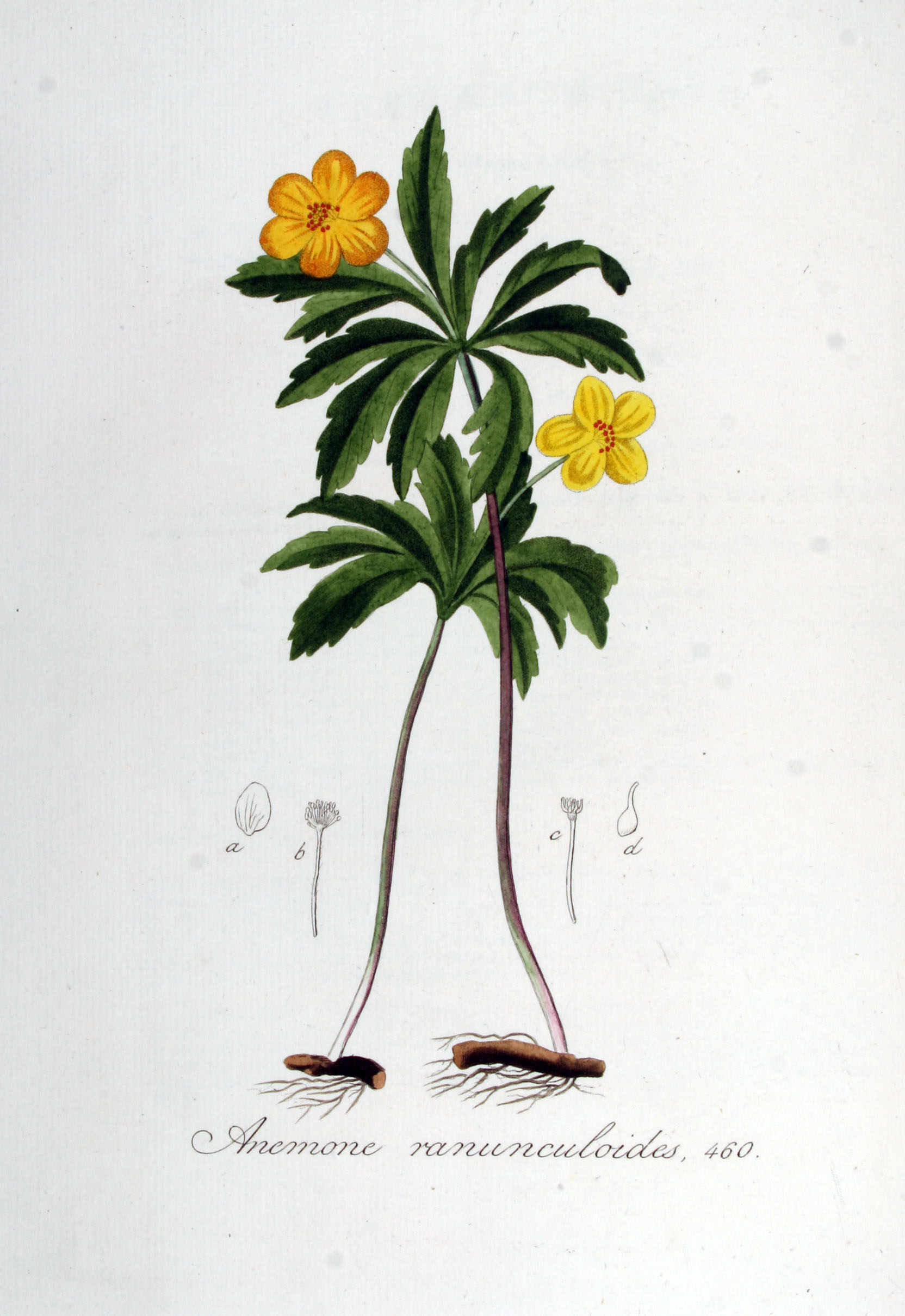
Ilustración en Flora Batava

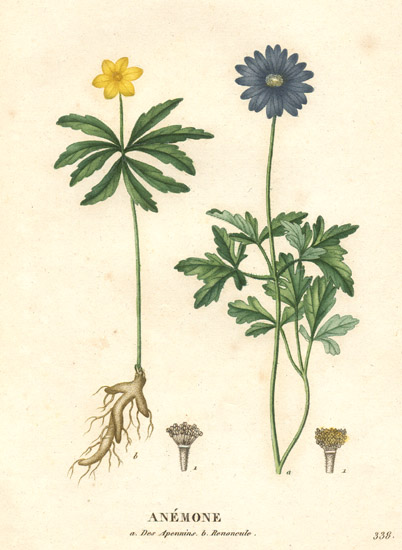
Ilustración

## Descripción
Anemone ranunculoides alcanza entre  5-15 cm de altura. La planta es herbácea. A mediados del verano aunque la planta no desarrolle su porte aéreo, sin embargo va extendiendo bajo el terreno sus raíces parecidas a rizomas. Los rizomas se extienden rápidamente, contribuyendo a su rápida expansión en las condiciones favorables del bosque, lo que permite que la planta tapice grandes extensiones del suelo del bosque. La flor tiene un diámetro de  1.5 cm, con cinco a ocho pétalos parecidos a segmentos, (en realidad tépalos) de un intenso color amarillo.

## Cultivo
La planta está ampliamente cultivada como planta de jardín, especialmente en las rocallas y por los entusiastas de los jardines alpinos. Ha recibido un galardón de Award of Garden Merit(Premio al Mérito del Jardín) o AGM, H4 hardy throughout the British Isles (el más resistente de las islas británicas) por la Real Sociedad de Horticultura. 
Anemone ranunculoides 'Frank Waley', más extendida en su cultivo, un cultivar más resistente, a veces está disponible como una subespecie de porte menor A. ranunculoides subsp. wockeana y una selección conocida como A. ranunculoides 'Laciniata', con hojas finamente divididas. También hay un cultivar de flor compuesta, A. ranunculoides 'Pleniflora' (también se encuentra listado como 'Semiplena' o 'Flore Pleno').

## Especies relacionadas e híbridos
La anémona de bosque, Anemone nemorosa, es parecida a Anemone ranunculoides con flores ligeramente más grandes  (normalmente blancas, pero también pueden ser rosadas o lilas, frecuentemente con un color más oscuro en el envés de los pétalos). 
Anemone × lipsiensis es un híbrido entre estas dos especies y posee flores de color amarillo pálido; Anemone × lipsiensis 'Pallida' es un buen resultado de este cruce. Una planta mucho más atractiva, que ha sido galardonada con el AGM, H4, igual que ambos de sus progenitores.

## Taxonomía
Anemone ranunculoides, fue descrita  por Carlos Linneo y publicado en Species Plantarum 1: 541, en el año 1753.
Etimología
El nombre del género Anemone viene del griego ἄνεμος (anemos, que significa viento), por una antigua leyenda que dice que las flores sólo se abren cuando sopla el viento. 
ranunculoides: epíteto latíno que significa "como el género Ranunculus".
Sinonimia
- Anemanthus ranunculoides Fourr.
- Anemonanthea ranunculoides (L.) Gray
- Anemone flava Gilib.
- Anemone jenisseensis (Korsh.) Krylov & Steinb.
- Anemone lutea Lam.
- Anemone nemorosa subsp. ranunculoides (L.) Ces.
- Anemone nemorosa-lutea Crantz
- Anemone ranunculiflora St.-Lag.
- Anemone ranunculiformis St.-Lag.
- Anemone ranunculoides subsp. jenisseensis Korsh.
- Anemonoides jenisejensis (Korsh.) Holub
- Anemonoides ranunculoides (L.) Holub
- Pulsatilla ranunculoides Schrank[3]

## Nombres comunes
- Castellano: nemorosa amarilla, ranillo, ranículo de bosque, ranúnculo de bosque.[4]